# Aporophyla tripuncta
Aporophyla tripuncta là một loài bướm đêm trong họ Noctuidae.